# Texas instrument CC 40
Le Compact Computer 40 est une calculatrice de la marque Texas Instrument, programmable en langage BASIC. Également appelé CC40 elle a été produite par Texas à partir de 1983.
Elle dispose d'un microprocesseur 8 bits TMS 70C20 et d'une ROM de 32Kb. La mémoire RAM est de 16 Ko (extensible par l'ajout de cartes mémoire). Elle propose également un port d'extension HEX-BUS permettant d'utiliser plusieurs périphériques de la marque : imprimantes HX-1000 et HX-1010, interface RS-232 HX-3000, modem HX-3100, ainsi qu'un port pour cartouche. L'affichage était simplement alphanumérique, avec 31 caractères.
En revanche, une unité de stockage externe, pourtant annoncée, ne fut jamais disponible, ce qui fit de cette machine une curiosité qui n'eut pas beaucoup de succès. En contrepartie, sa mémoire était rémanente, et 4 piles AA suffisaient à la maintenir en fonctionnement pendant plusieurs mois – deux cents heures environ.